# 세대 차이

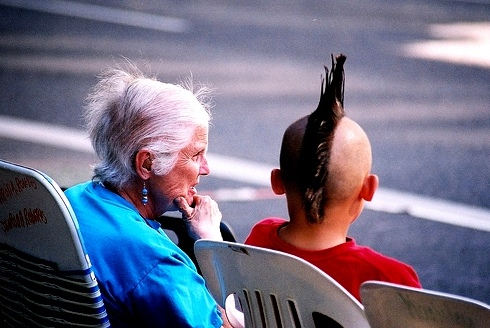

세대 차이(世代差異)는 서로 다른 세대들 사이에 있는 감정이나 가치관의 차이를 가리킨다. 세대차이는 신세대와 구세대 사이의 차이점을 기술하는 데 사용되는 일상 언어의 말이다. 1960년대 서방 세계에서 나타난 자녀와 부모 간의 문화적 차이를 나타내는 말로 처음 사용되었다.비록 나나 기존의 역사를 통해 세대 간의 차이가 존재하였으나 미국의 경우 1960년대 두 세대 간에 존재했던 급속한 문화적 변화는 기존의 세대 차이와 비교했을 때 큰 차이가 있었다. 특히 음악성향, 문화, 정치 등에 있어서 큰 차이를 보였다. 역사적으로 기록적인 이 젊은 세대 층의 영향으로 세대 차이는 극심해졌고 젊은 세대의 영향력은 확대되었으며 기존의 사회문화에 반항하는 성향을 띠었다.

## 세대차이 원인
1) 연령(Age)

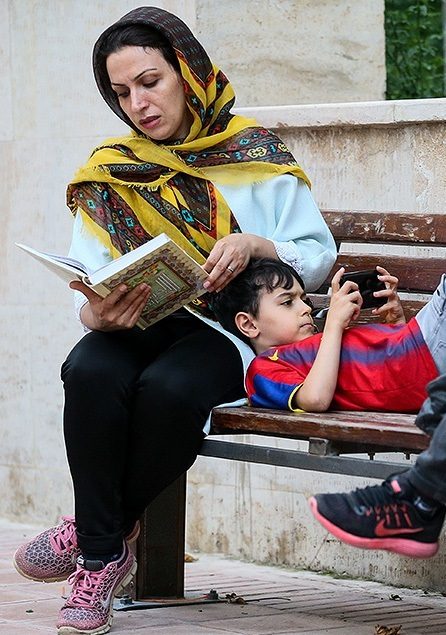

세대차이는 우선 생물학적 연령의 차이를 반영한다. '386세대'를 예로 들어, 3은 인생주기에서의 30대를 의미한다. 대개 10대의 철없음과 20대의 활발한 모험성에 비해 30대는 조금은 현실적이고 책임감있게 행동하는 연령이다. 맹자는 당시 젊은 남녀들이 담장너머로 서로 엿보는 것을 한탄하며 젊은 세대의 조급함과 버릇없음을 탓하였는데, 이처럼 젊은 세대가 버릇없다고 보는 기성세대의 관념은 수천년을 내려오면서도 크게 달라지지 않은 듯하다. 그러므로 맹자시대에 10대와 30대의 차이가 있었던 것과 마찬가지로 지금도 10대와 30대의 차이가 존재한다.
2) 시기(Period)
세대차이는 경험한 시대의 차이, 혹은 사회구조의 차이를 반영한다. '386세대'에서 8은 80년대라는 시대상황을 의미한다. 70년대와 80년대, 그리고 90년대는 여러 가지 점에서 사회구조의 차이를 반영하고 있는데, 특히 70년대가 억압된 권위주의시대였다면, 80년대는 권위주의체제에 대한 적극적인 저항을 통해 정치적 민주화를 이루고자 했던 질풍노도의 시기였다. 따라서 세대간 차이에는 어느 시기에 어떤 사회적 구조하에서 성장했느냐가 중요한 차이를 가져올 수 있다. 소설 베니스의 개성상인에서도 1950년대에 태어난 유명훈 부장과 지금 386세대인 20대 회사원들과의 세대차이가 나온다. 유명훈 부장은 개인보다는 집단을 중요하게 여기는 집단주의가 내면화되어 있어서, 집단보다 개인을 중요하게 여기는 개인주의 세대인 20대 회사원들을 보면서 부러워하기도 하고 못마땅하게 여기기도 한다. 북한에서도 1980년대에 세대갈등이 나타나는 소설이 나오기도 했는데, 한국전쟁을 겪은 세대와 한국전쟁을 겪은 후 전후 복구시기에 태어난 세대 사이의 갈등이다.
3) 출생동기집단효과(Cohort)
세대개념을 가장 종합적으로 표현하는 것은 출생동기집단(en)이라는 개념이다. 386세대에서 6은 60년대에 태어난 집단이라는 의미이다. 이들은 연령과 시대를 배경으로 하여 나이가 들어가면서 특정시기에 특정 연령대로서 사회적 경험을 공유한 집단이다. 그러므로 386세대의 두드러진 동기효과는 한국전쟁후 경제개발계획이 시작된 시기에 탄생해 80년대 정치적 격변과 민주화투쟁기에 청년기를 보내고 이제는 40대 성인이 된 세대라는 의미가 된다.

## 남녀차이와 세대차이
남녀의 차이는 뇌의 구조나 신체적 차이, 호르몬의 차이, 또는 피양육방식의 차이로 이를 설명하는 생물학이나 심리학의 영역이다. 예를 들어 ‘남자의 두뇌는 사냥에 적절하도록 사전에 터널시야로 회로 조정이 되어 있어 남자들은 쇼핑을 할 때도 목적지로 바로 직행하는 반면 집에 남아 둥지를 수호해야 했던 여자의 두뇌는 넓은 주변 시야를 감시하기에 적정하도록 되어 있어 쇼핑할 때도 목적지로 가는 중간중간 여기저기 들러 점검을 할 수밖에 없는 것’이라는 식의 설명 말이다. 세대차이에 대해서도 주로 같은 시기에 태어나 같은 경험을 하면서 자라난 연령집단인 코호트(en:cohort)들은 비슷한 욕구와 비슷한 이상을 공유하기 때문에 다른 코호트와 다를 수밖에 없다는 식의 무수한 설명이 가능하다. 집단을 세분화시켜 관측해 보면 남녀차이보다 세대차이가 아무래도 더 크다. 여기서 차이가 크다는 의미는 그 차이를 극복하기가 더 힘들다는 의미이다. 사람들은 동성이든 이성이든 아무래도 또래끼리 어울릴 기회가 많고 또 어느 젊은 시기에는 남녀가 서로 적극적으로 이해하고 포용하려는 노력을 보인다 하지만 세대차이에 이르러서는 사람마다 자신이 겪어온 모든 것이 ‘실존했던 삶(life)’이고 ‘사실(Facts)'이었기 때문에 다른 사람에게 그것이 사실이 아닐 수 있다는 사실을 깨닫기가 힘들다. 세대가 서로 다르면 그들은 서로 어울릴 기회도 많지 않고 또 어울리고 싶어하지도 않는다. 오늘날 나이든 이들이 예전에는 상상도 할 수 없던 온갖 부분에서 세대 차이를 느끼고 있다.

## 정보화시대와 세대차이
정보화시대에 들어 세대간의 차이는 그 양상이 크게 달라지고 있다. 주된 원인은 무엇보다도 먼저 정보통신기술의 발달이 가져오는 속도감이다. 사회변화의 속도가 빨라질수록 세대간 차이는 커지게 된다. 정보통신기술의 발달은 기하급수적으로 많은 변화를 낳고 있다. 따라서 흐르는 시간은 과거보다 훨씬 압축적으로 다가온다. 흔히 우스개 소리로 요즘은 쌍둥이도 세대차를 느낀다고 하는데, 아마 이러한 속도감이 반영된 탓이다. 달리 말하면 과거의 10년 차이보다 요즘의 1년 차이가 더 크게 느껴진다는 의미일 것이다.
오늘의 새로운 세대들은 철저한 상품의 논리와 자유의식을 가지고 있다. 이들은 인스턴트식품에 길들여져 있고, 집단보다는 자유로움을 갈망하며 '나'를 중심으로 생각하고 자신을 표현하는데 능숙하다. N세대로 불리는 이들은 문자매체보다는 컴퓨터나 영상매체에 더 익숙하며, 인기스타를 모방하고 갈망한다. 휴대폰이나 인터넷 등으로 서로 연결되어 있으며, 가상공간을 적극적으로 활용할 수 있는 능력을 가진 집단들이다. 이들은 연예인의 말과 행동, 옷차림 등을 그대로 모방하고, 심지어 연예인 될 수 있다면 성형수술도 마다하지 않는다.
현재 세상은 한 시대에 비동시적인 세대들의 공존을 경험하고 있다. 그리고 세대간 차이는 점차 커지고 있다. 20세기의 교실에서 19세기의 사고방식을 가진 교사들이 21세기의 사고방식을 가진 학생들을 교육하는 것과 같은 어색함이 발견되곤 한다. 특히 한국사회는 매우 강한 장로지배 체제의 특성을 가지고 있다. 어느 조직이나 연령의 위계와 직급의 위계가 포개지는 매우 강한 수직적 구조를 가지고 있는 것이다. 그래서 세대간 차이가 다른 어느 사회보다 강한 갈등양상으로 드러날 가능성을 내포하고 있다.

## 디지털격차와 세대차이
인터넷 이용률 측면에서 나타나는 연령대별, 지역별, 성별 차이는 뚜렷하다. 정보통신부와 한국인터넷정보센터가 2003년 6월 실시한 ‘정보화실태조사’ 결과에 따르면 20대와 50대 이상의 이용률 격차는 시간이 갈수록 커지고 있다. 이는 나이에 따라 인터넷을 배우는 능력에 큰 차이가 있기 때문이다. 지역별 이용률에서 대도시와 중소도시는 각 66.1%와 66.4%로 나타난 반면 군 단위 지역은 44.2%로 나타나 그 격차가 약 22%포인트에 달했다. 성별 인터넷이용률 격차는 지역별이나 연령별 격차에 비해 작기는 하지만 조사가 시작된 1999년 이후 11∼15%포인트 사이를 오가며 좀처럼 줄지 않고 있다. 이 같은 정보격차(en:Digital Divide)는 컴맹이라는 새로운 사회적 약자를 잉태한다. 정보는 현대사회의 핵심자원. 자원접근성에 격차가 발생함으로써 새로운 세대갈등이나 지역갈등, 성차별 등을 낳게 되는 것이다. 정보활용 미숙은 나아가 사회적 커뮤니케이션을 단절하기도 한다.

## 미국사회의 세대차이
1. 1950년대~1970년대: 베이비붐 세대와 구세대
40년대와 50년대의 세대가 성장하면서 10대와 그들의 부모 세대 간의 문화적 차이가 커짐. 신결혼문화, 텔레비전의 보급의 보편화가 진행되면서 격차가 더욱 심화되었다. 구세대는 젊은 세대의 행태를 소년범죄로 바라보았고 50년대 젊은 세대의 패션, 음악등의 이질감으로 세대간 문화 차이가 생겨났다. 심지어 미국 FBI국장 J. 에가 후버는 이러한 새로운 음악 유행을 '부패의 영향'으로 치부했다. J.D.생린저의 1951년 소설 'The catcher in the Rye'에 등장하는 주인공인 홀든 카울필드는 당시의 신세대를 반항아로 치부하는 구세대의 선입견에 못을 박는 인물로 묘사됐다.
1960년대 중반에서 말까지, 동남아시아 전쟁 및 반문화적 히피들의 등장하고 참전용사징병, 미국의 베트남참전, 미군들의 마약 사용은 사회적 이슈로 등장하며 당시에 견해차이로 인한 세대 차이를 부각시켰다.
1969년 9월에 발간된 예술가 노만 밍고의 'Mad Magazine' 129호의 표지에서 왼쪽에 위치한 구세대를 나타내는 알프레드 E. 뉴만이 '나의 조국: 정의 혹은 부정(en:My Country- Right or Wrong)'이라고 적힌 장식품을 달고, 오른쪽에는 신세대를 뜻하는 긴 머리의 알프레드의 아들은 '전쟁이 아닌 사랑을(en:Make Love Not War)'이라고 적힌 것을 달면서 세대차이가 표현되었다. 이 잡지의 겉표지의 표제어는 '그릇된 문화가 세대 차이를 부추긴다(Mad widens the Generation Gap)'이라고 표기되었다. 미국 텔레비전 프로그램 시리즈인 'All in the Family'는 세대 차이에 무게를 두고 제작되었다. 이 드라마에서는 보수적인 중년의 남자가 독립적인 부인, 자유분방한 딸과 사위들 사이에서 겪는 세대차이 문제를 그렸다.
2. 1980년대: X 세대
1970년대와 1980년대는 방관적인 자녀양육의 문제로 특징 지워진다. 맞벌이 부부의 느슨한 자녀양육문화로 자녀가 스스로 귀가하는 모습이 비춰졌다. X세대는 50년대와 60년대의 가정 중심의 문화와 80년대 말부터 현재까지 대변되는 '아이가 타고 있어요(en:Baby on Board)'양육문화 사이에 존재했다.
3. 1990년대~2000년대: 베이비부머 세대와 XY세대
1990년대와 2000년대에 성도덕, 신기술, 정치, 직업양식, 미성년자문제, 성인문제, 교육문제 등 각종 정치적 문화적 관점에서 세대 간의 시각차가 발생하면서 XY세대와 베이비부머 세대 사이에 세대차이가 발생했다. 하지만 대부분의 베이비부머 세대는 60년대 후반에 성장했기에 자녀 세대들의 문화적 차이를 비교적 이해가기 수월했으며 60년대 이전의 세대보다 공감대 형성이 쉬웠다. 그럼에도 불구하고 MTV와 같은 미디어에 비춰진 10대들의 모습은 부모세대에 걱정을 야기 시켰으며 오늘날 십대나 젊은 세대들의 문화적 이질감을 심화시켰다.

## 미국 이민사회 속의 세대차이
미국 이민자들은 미국적인 기준을 추종하라는 사회적 압력 속에 삶의 모든 영역에서 전 방위로 압박을 받는다. 이민자의 삶은 엄청난 스트레스를 견디면서 생존을 위해 필사적으로 미국적인 기준을 수용하려고 노력하는 삶이 될 수밖에 없다. 이민 1세대의 경우 영어도 문제이지만 모국에서 성장기에 몸에 밴 가치관이나 생활 습관은 미국에 와서도 좀처럼 바꾸기 힘든 것으로 나타난다. 반면 미국에서 성장한 자녀들은 미국적인 가치관과 생활 습관을 갖게 되어 이민 가정의 세대 간 갈등의 주요 원인으로 작용한다. 부모는 집단주의적 가치관을 가지고 있으나 자식들은 미국인의 개인주의적 가치관을 습득하게 됨으로써 부모와 자식 세대 간에 깊이 있는 대화가 단절되는 상황이 흔히 연출된다.

## 같이 보기
- 연령 차별
- 정보 격차
- 세대간 형평
- 모럴 패닉
- 학생 운동
- 속어
- 테크놀로지
- 문화 충격